# 石田良
石田良（いしだ りょう）は日本の財務官僚。主税局税制第二課企画調整室長。

## 来歴
東京大学理学部物理学科卒業。東京大学大学院理学系研究科物理学専攻修了。2005年 財務省入省。大臣官房総合政策課配属。2008年6月 ミシガン大学経済学部へ留学。2010年 ミシガン大学経済学部博士課程修了。博士（経済学）修得。同年7月 大臣官房総合政策課企画第二係長兼財務総合政策研究所研究官。
2015年7月 和歌山県総務部財政課長。2021年7月9日 主税局税制第二課長補佐兼主税局税制第二課企画調整室長。2022年7月1日 大臣官房総合政策課長補佐兼大臣官房総合政策課政策調整室長兼大臣官房総合政策課国際経済室長兼財務総合政策研究所情報分析調整官。2023年7月4日 大臣官房総合政策課長補佐兼大臣官房総合政策課企画室長兼財務総合政策研究所総務研究部財政経済計量分析調整官。

## 略歴
- 2005年4月：財務省入省。大臣官房総合政策課配属[1]。
- 2007年：高松国税局調査査察部。
- 2008年6月：大臣官房付（ミシガン大学経済学部博士課程留学）。
- 2010年7月：大臣官房総合政策課企画第二係長 兼 財務総合政策研究所研究官[2][3]。
- 2012年：法務省刑事局国際課付[4]。
- 2014年7月：理財局国債企画課長補佐。
- 2015年7月：和歌山県総務部財政課長。
- 2017年7月：主税局税制第一課長補佐。
- 2019年7月：国際局調査課長補佐 兼 国際局調査課国際調査室長。
- 2020年7月22日：主税局調査課長補佐 兼 主税局調査課税制調査室長[5]。
- 2021年7月9日：主税局税制第二課長補佐 兼 主税局税制第二課企画調整室長。
- 2022年7月1日：大臣官房総合政策課長補佐 兼 大臣官房総合政策課政策調整室長 兼 大臣官房総合政策課国際経済室長 兼 財務総合政策研究所情報分析調整官。
- 2023年7月4日：大臣官房総合政策課長補佐 兼 大臣官房総合政策課企画室長 兼 財務総合政策研究所総務研究部財政経済計量分析調整官。